# Eulasia arctos
Espèce
Eulasia arctos est une espèce d'insectes coléoptères présente dans les régions paléarctiques (Caucase, Géorgie et Arménie).

## Liste des sous-espèces
Selon Catalogue of Life (31 août 2014) :
- sous-espèce Eulasia arctos anatolica Reitter, 1903
- sous-espèce Eulasia arctos armeniaca Reitter, 1890
- sous-espèce Eulasia arctos martes Frivaldszky, 1845